# Сан-Сальвадор (департамент)
Сан-Сальвадор (исп. San Salvador) — один из 14 департаментов Сальвадора. Находится в центральной части страны. Граничит с департаментами Чалатенанго, Кускатлан, Ла-Либертад, Ла-Пас. Административный центр — город Сан-Сальвадор, он же столица государства.
Образован 12 июня 1824 года. Площадь — 886 км². Население — 1 567 156 чел. (2007).

## Муниципалитеты
1. Агиларес
2. Апопа
3. Аютухтепеке
4. Гуасапа
5. Дельгадо
6. Илопанго
7. Кускатанкинго
8. Мехиканос
9. Нехапа
10. Панчималко
11. Росарио-де-Мора
12. Сан-Маркос
13. Сан-Мартин
14. Сан-Сальвадор
15. Сантьяго-Тексэкуэнгос
16. Санто-Томас
17. Соияпанго
18. Тонакатепеке
19. Ель-Паисналь

## Галерея

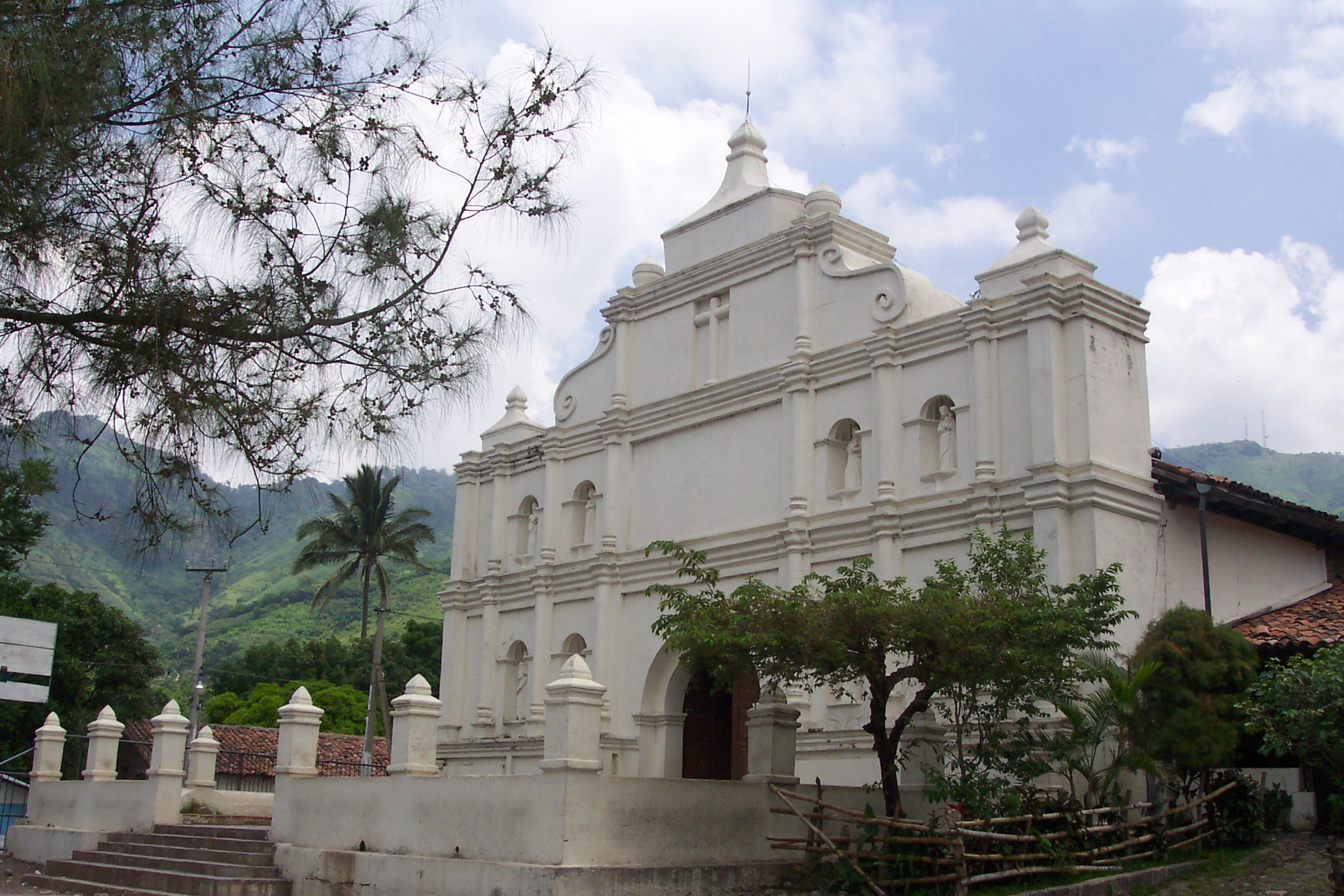
Церковь Панчималко
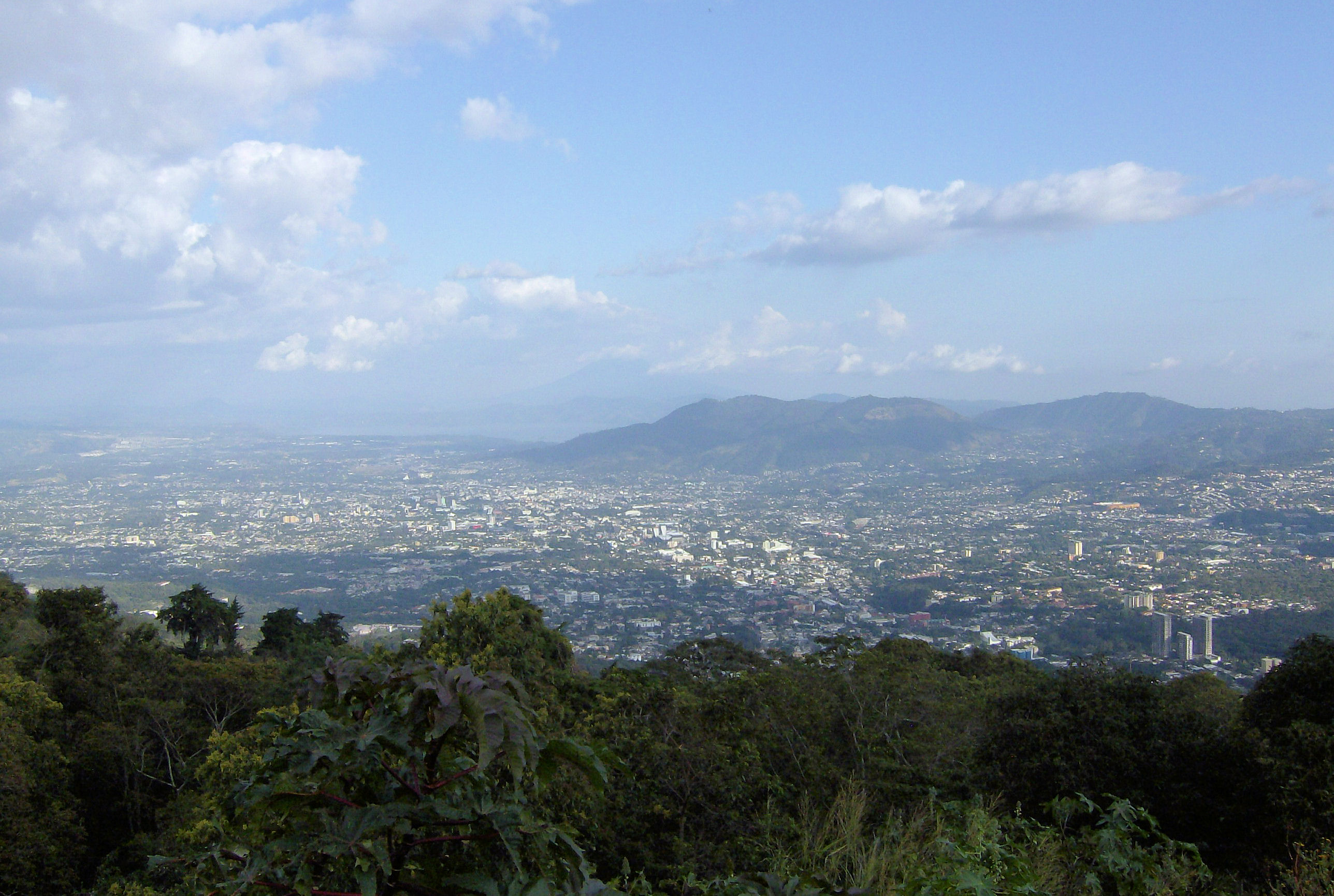
Вид с вулкана Сан-Сальвадор
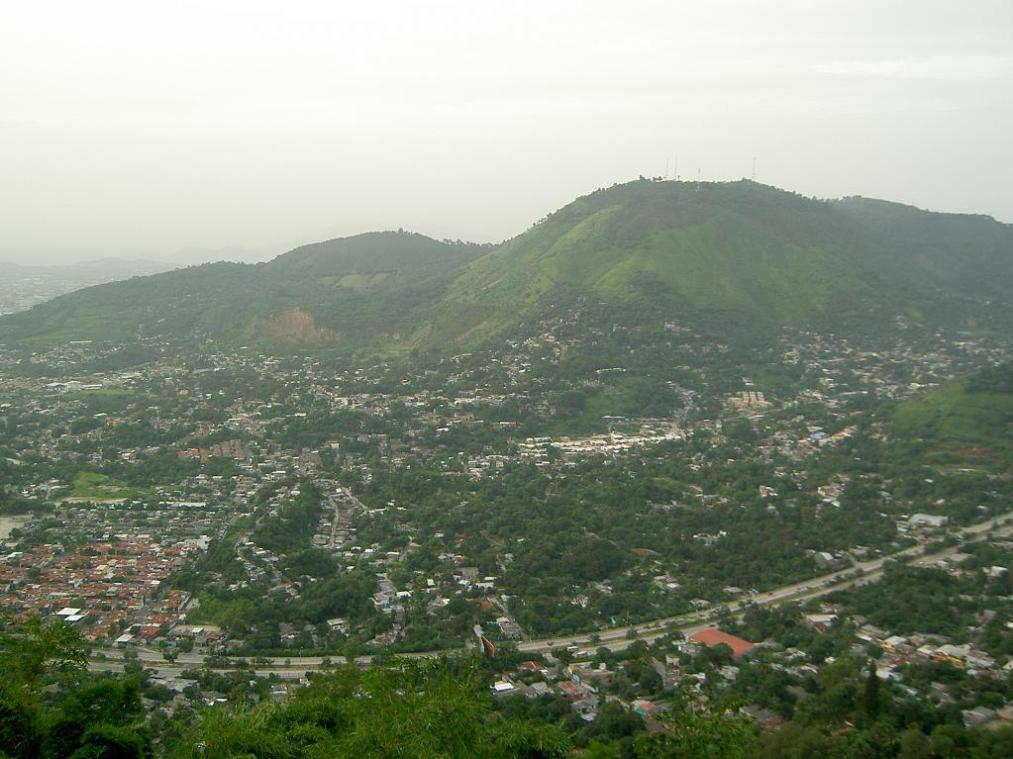
Сан-Маркос